# Óscar Barberán Méndez
Óscar Barberán Méndez (Barcelona, 9 de desembre de 1967) és un actor i director de doblatge català.
El seu paper més conegut és el de Xèrif Woody a Toy Story i de Tadeu Jones en la pel·lícula Les aventures de Tadeu Jones, en la seva carrera ha doblat actors com ara Ben Stiller, Ben Affleck, Don Cheadle i Keanu Reeves.

## Biografia
Igualment com molts companys seus de doblatge, els seus començaments van ser en la ràdio -de fet, va participar en l'últim radio-teatre que es va fer a Espanya, a Ràdio Barcelona-. Després del "boom" del vídeo a Barcelona -també a Madrid-, la professió necessitava gent nova per a doblar, per la qual cosa "APADECA" va organitzar uns cursos per a ensenyar als qui serien el futur de la professió. A mitjan 80, Barberán efectua aquest curs i, automàticament, ja comença a doblar tant en castellà com en català. Aconsegueix doblar estrelles com ara Ben Affleck a !Shakespeare in Love", Keanu Reeves en les pel·lícules de "Matrix", Tom Hanks a "Toy Story (franquícia)", Don Cheadle a "Ocean's", Ben Stiller a "Els pares d'ella", Ryan Reynolds a "Green Lantern: Emerald Knights", etc., convertint-se en la seva veu habitual. A part dels actors esmentats -veu habitual-, ha doblat també Bobby Cannavale, David Duchovny, Jason Lee, o Jason Statham. Pel fet que es va negar a cedir els seus drets de veu i, si ho feia, era complint el seu caixet per a doblar, molts dels actors als quals doblegava, va deixar de doblar-los ell, per la qual cosa ja fa molt poc doblatge. Així i tot, ha posat veu a centenars de campanyes publicitàries.
El 2013, al costat de Luis Posada i Jordi Brau, va fundar l'estudi de doblatge "Polford", on sol dirigir doblatges i imparteix classes de doblatge en el propi centre de formació d'aquest estudi.

## Nombre de doblatges d'actors més coneguts
- Veu habitual de Ben Affleck (en 13 pel·lícules).
- Veu habitual de Keanu Reeves (en 13 pel·lícules).
- Veu habitual de Don Cheadle (en 11 pel·lícules).

Com a actor de doblatge en cinema
Veu de Don Cheadle a:
- Missió a Mart (2000) - Luke Graham
- Traffic (2000) - Montel Gordon
- Ocean's Eleven (2001) - Basher Tarr
- El món de leland (2003) - Pearl Madison
- Ocean's Twelve (2004) - Basher Tarr
- Crash (2004) - Det. Graham Waters
- L'assassinat de Richard Nixon (2004) - Bonny Simmons
- Ocean's Thirteen (2007) - Basher Tarr
- Traïdor (2008) - Samir Horn
- L'irlandès (2011) - Agent FBI Wendell Everett
- Sense moviments bruscos (2021) - Curt Goynes

Veu de Ben Stiller a:
- Black and White (1999) - Mark Clear
- Els pares d'ella (2000) - Greg Focker
- Els Tenenbaums: Una família de genis (2001) - Chas Tenenbaum
- Els pares d'ell (2004) - Greg Focker
- Extres (2007) - Ell mateix
- Ara els pares són ells (2010) - Greg Focker

Veu de Keanu Reeves a:
- Pactar amb el diable (1997) - Kevin Lomax
- Matrix (1999) - Neo
- Equip per força (2000) - Shane Falco
- Premonició (2000) - Donnie Barksdale
- Novembre dolç (2001) - Nelson Moss
- The Matrix Reloaded (2003) - Neo
- The Matrix Revolutions (2003) - Neo
- Si més no t'ho esperes (2004) - Julian Mercer
- Constantine (2005) - John Constantine
- Thumbsucker (2005) - Perry Lyman
- La casa del llac (2006) - Alex Wyler
- SPF-18 (2017) - Ell mateix
- Entre dues falgueres: La pel·lícula (2019) - Ell mateix

Veu de Ben Affleck a:
- Phantoms (1998) - Bryce Hammond
- Shakespeare in Love (1998) - Ned Alleyn
- Operació Ren (2000) - Rudy Duncan
- Alguna cosa a comptar (2000) - Buddy Amaral
- Al limit de la veritat (2002) - Gavin Banek
- Una nit perfecta (2002) - Michael
- Pànic nuclear (2002) - Jack Ryan
- Daredevil (2003) - Matt Murdock/Daredevil
- Paycheck (2003) - Michael Jennings
- Una relació perillosa (2003) - Larry Gigli
- Diari d'un executiu agressiu (2006) - Jack Giamoro
- Que els passa als homes? (2009) - Neil
- The Company Men (2011) - Bobby Walker

Veu de Tom Hanks a:
- Toy Story (1995) - Xèrif Woody
- Toy Story 2 (1999) - Xèrif Woody
- Toy Story 3 (2010) - Xèrif Woody
- Toy Story Toons: Vacances a Hawaii (2011) - Xèrif Woody
- Toy Story Toons: Petit gran Buzz (2012) - Xèrif Woody
- Toy Story de Terror (2013) - Xèrif Woody
- Toy Story: El temps perdut (2014) - Xèrif Woody
- Toy Story 4 (2019) - Xèrif Woody

Veu de Billy Boyd a:
- Child's Play 5: Seed of Chucky (2005) - Chucky